# Правило буравчика

Прямой провод с током.
Ток (I), протекая через провод в направлении хода буравчика (винта)↖, создаёт магнитное поле (B) вокруг провода в направлении вращения ручки буравчика (головки винта)⟳

Правило буравчика (правило винта) — любое из множества вариантов мнемонического правила для определения направления векторного произведения и тесно связанного с этим выбора правого базиса в трёхмерном пространстве, соглашения о положительной ориентации базиса в нём, и соответственно — знака любого аксиального вектора, определяемого через ориентацию базиса.
Как правило, выбор одного из двух возможных направлений аксиального вектора считается чисто условным; он лишь должен происходить всегда одинаково, чтобы в конечном результате вычислений не оказался перепутан знак. Для этого и служат правила, описанные в этой статье: они позволяют всегда придерживаться одного и того же выбора.

## Применение правила
Главное правило, которое может использоваться и в варианте правила буравчика (винта), и в варианте правила правой руки — это правило выбора направления для базисов и векторного произведения (или даже для чего-то одного из двух, так как одно прямо определяется через другое). Главным оно является потому, что его достаточно для использования во всех случаях вместо всех остальных правил, если только знать порядок сомножителей в соответствующих формулах.
Выбор правила для определения положительного направления векторного произведения и для положительного базиса (системы координат) в трехмерном пространстве — тесно взаимосвязаны.

Левая (на рисунке слева) и правая (справа) декартовы системы координат (левый и правый базисы). Принято считать положительным и использовать по умолчанию правый (это общепринятое соглашение; но, если особые причины заставляют отойти от данного соглашения — это должно оговариваться явно)

Оба эти правила чисто условны, однако принято (по крайней мере, если обратное явно не оговорено) считать, и это общепринятое соглашение, что положительным является правый базис, а векторное произведение определяется так, что для положительного ортонормированного базиса {\displaystyle {\vec {e}}_{x},{\vec {e}}_{y},{\vec {e}}_{z}} (базиса прямоугольных декартовых координат с единичным масштабом по всем осям, состоящего из единичных векторов по всем осям) выполняется следующее:
{\displaystyle {\vec {e}}_{x}\times {\vec {e}}_{y}={\vec {e}}_{z},}
где косым крестом обозначена операция векторного умножения.
По умолчанию же общепринято использовать положительные (и таким образом правые) базисы. Левые базисы принято использовать в основном когда использовать правый очень неудобно или вообще невозможно (например, если у нас правый базис отражается в зеркале, то отражение представляет собой левый базис, и с этим ничего не поделаешь).
Поэтому правило для векторного произведения и правило для выбора (построения) положительного базиса взаимно согласованы.
Они могут быть сформулированы так:

### Для векторного произведения
Правило буравчика (винта) для векторного произведения: «Если нарисовать векторы так, чтобы их начала совпадали и вращать первый вектор-сомножитель кратчайшим образом ко второму вектору-сомножителю, то буравчик (винт), вращающийся таким же образом, будет завинчиваться в направлении вектора-произведения».
- (Под винтом и буравчиком здесь имеются в виду винт с правой резьбой, которая считается общепринятым стандартом[c], или буравчик также с правым винтом на острие, каково также абсолютное большинство реальных инструментов).
- Это можно переформулировать в терминах часовой стрелки, поскольку правый винт по определению это такой винт, который завинчивается (вперед), когда мы вращаем его по часовой стрелке.

Вариант правила буравчика (винта) для векторного произведения через часовую стрелку: «Если нарисовать векторы так, чтобы их начала совпадали и вращать первый вектор-сомножитель кратчайшим образом ко второму вектору-сомножителю и смотреть с той стороны, чтобы это вращение было для нас по часовой стрелке, вектор-произведение будет направлен от нас (завинчиваться вглубь часов)».

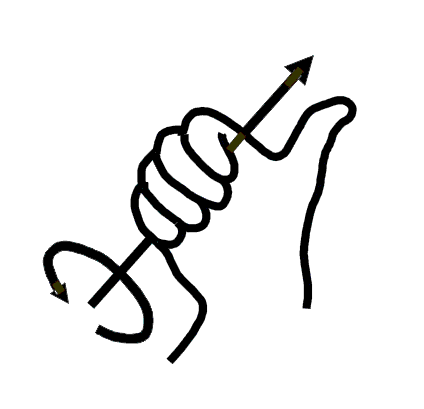

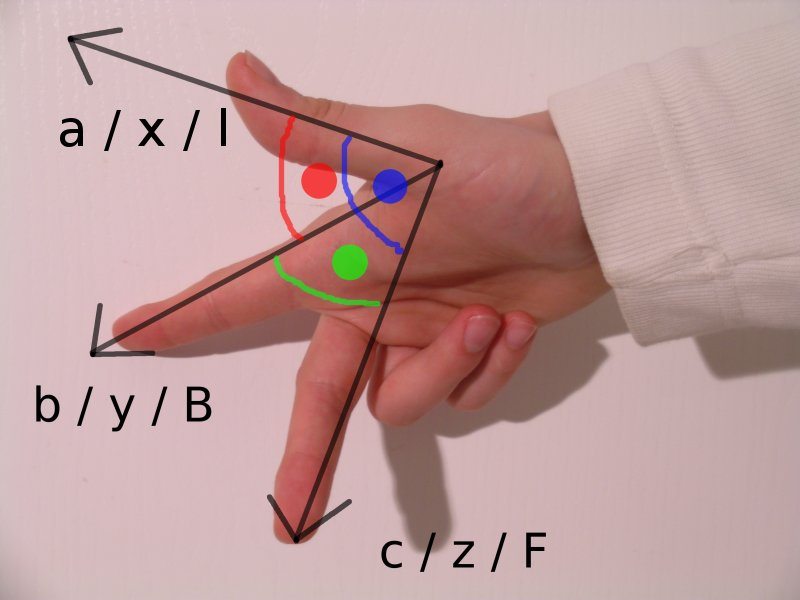

Правило правой руки для векторного произведения (первый вариант): «Если нарисовать векторы так, чтобы их начала совпадали и вращать первый вектор-сомножитель кратчайшим образом ко второму вектору-сомножителю, а четыре пальца правой руки показывали направление вращения (как бы охватывая вращающийся цилиндр), то оттопыренный большой палец покажет направление вектора-произведения».
Правило правой руки для векторного произведения (второй вариант): «Если нарисовать векторы так, чтобы их начала совпадали и первый (большой) палец правой руки направить вдоль первого вектора-сомножителя, второй (указательный) — вдоль второго вектора-сомножителя, то третий (средний) покажет (приблизительно) направление вектора-произведения» (см. рисунок).
Применительно к электродинамике по большому пальцу направляют ток (I), вектор магнитной индукции (B) направляют по указательному, а сила (F) будет направлена по среднему пальцу. Мнемонически правило легко запомнить по аббревиатуре FBI (сила, индукция, ток или Федеральное Бюро Расследований (ФБР) в переводе с английского) и положению пальцев руки, напоминающему пистолет.

### Для базисов

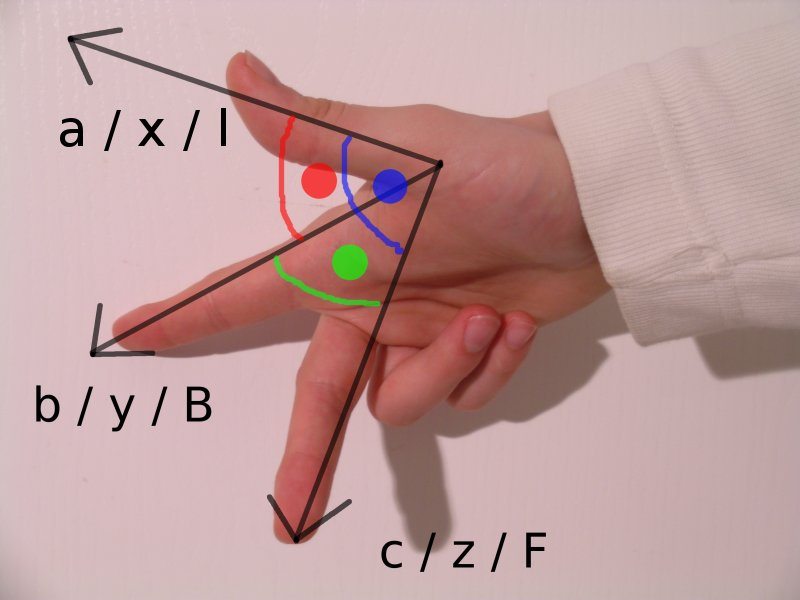
x, y, z — правая система координат

Все эти правила могут быть, конечно, переписаны для определения ориентации базисов. Перепишем только два из них:

x, y, z — правая система координат

Правило правой руки для базиса: «Если в базисе {\displaystyle e_{x},e_{y},e_{z}} (состоящем из векторов вдоль осей x, y, z) первый (большой) палец правой руки направить вдоль первого базисного вектора (то есть по оси x), второй (указательный) — вдоль второго (то есть по оси y), а третий (средний) окажется направленным (приблизительно) в направлении третьего (по z), то это правый базис (как и оказалось на рисунке)».
Правило правой руки для базиса (альтернативный вариант). Это правило совпадает с предыдущим, отличие состоит в рисунке, то есть в расположении пальцев. В предыдущем рисунке ось x направлена вверх тогда как обычно вверх направляют ось z. На рисунке слева пальцы правой руки расположены так, что координатные оси направлены обычным образом.
Правило буравчика (винта) для базиса: «Если вращать буравчик и векторы так, чтобы первый базисный вектор кратчайшим образом стремился ко второму, то буравчик (винт) будет завинчиваться в направлении третьего базисного вектора, если это правый базис».
Всё это, конечно, соответствует расширению обычного правила выбора направления координат на плоскости (х — вправо, у — вверх, z — на нас). Последнее может быть ещё одним мнемоническим правилом, способным заменить правило буравчика, правой руки и т. д. (впрочем, пользование им, вероятно, требует иногда определённого пространственного воображения, так как надо мысленно повернуть нарисованные обычным образом координаты до совпадения их с базисом, ориентацию которого мы хотим определить, а он может быть развёрнут как угодно).

## Формулировки правила буравчика (винта) или правила правой руки для специальных случаев
Выше упоминалось о том, что все разнообразные формулировки правила буравчика (винта) или правила правой руки (и другие подобные правила), в том числе все упоминаемые ниже, не являются необходимыми. Их не обязательно знать, если знаешь (хотя бы в каком-то одном из вариантов) общее правило, описанное выше и знаешь порядок сомножителей в формулах, содержащих векторное произведение.
Однако многие из описанных ниже правил хорошо приспособлены к специальным случаям их применения и поэтому могут быть весьма удобны и легки для быстрого определения направления векторов в этих случаях.

### Правило правой руки или буравчика (винта) для механического вращенияскорости

#### Правило правой руки или буравчика (винта) для угловойскорости
Известно, что вектор скорости {\displaystyle {\vec {v}}} данной точки связан с вектором угловой скорости {\displaystyle {\vec {\omega }}} и вектором {\displaystyle {\vec {r}}}, проведённым из неподвижной точки в данную, как их векторное произведение:
{\displaystyle {\vec {v}}={\vec {\omega }}\times {\vec {r}}.}
Очевидно, поэтому к определению направления вектора угловой скорости применимы правило винта и правило правой руки, описанные выше для векторного произведения. Однако в данном случае правила могут быть сформулированы в ещё более простом и запоминающемся варианте, так как речь идет о вполне реальном вращении:

Правило буравчика (винта): «Если вращать винт (буравчик) в том направлении, в котором вращается тело, он будет завинчиваться (или вывинчиваться) в ту сторону, куда направлена угловая скорость».
Правило правой руки: «Если представить, что мы взяли тело в правую руку и вращаем его в направлении, куда указывают четыре пальца, то оттопыренный большой палец покажет в ту сторону, куда направлена угловая скорость при таком вращении».

#### Правило правой руки или буравчика (винта) для момента импульса
Полностью аналогичны правила для определения направления момента импульса, что неудивительно, поскольку момент импульса пропорционален угловой скорости с положительным коэффициентом.

#### Правило правой руки или буравчика (винта) для момента сил
Для момента сил (вращающего момента)
{\displaystyle {\vec {M}}=\sum _{i}[{\vec {r}}_{i}\times {\vec {F}}_{i}]}
правила тоже в целом аналогичны, однако сформулируем их явно.
Правило буравчика (винта): «Если вращать винт (буравчик) в том направлении, в котором силы стремятся повернуть тело, винт будет завинчиваться (или вывинчиваться) в ту сторону, куда направлен момент этих сил».
Правило правой руки: «Если представить, что мы взяли тело в правую руку и пытаемся его повернуть в направлении, куда указывают четыре пальца (силы, пытающиеся повернуть тело направлены по направлению этих пальцев), то оттопыренный большой палец покажет в ту сторону, куда направлен вращающий момент (момент этих сил)».

### Правило правой руки и буравчика (винта) в магнитостатике и электродинамике

#### Для магнитной индукции (закона Био — Савара)
Правило буравчика (винта): «Если направление поступательного движения буравчика (винта) совпадает с направлением тока в проводнике, то направление вращения ручки буравчика совпадает с направлением вектора магнитной индукции поля, создаваемого этим током».

Правило правой руки

Правило правой руки: «Если обхватить проводник правой рукой так, чтобы оттопыренный большой палец указывал направление тока, то остальные пальцы покажут направление огибающих проводник линий магнитной индукции поля, создаваемого этим током, а значит и направление вектора магнитной индукции, направленного везде по касательной к этим линиям».

#### Для соленоида
Правило правой руки: «Если обхватить соленоид ладонью правой руки так, чтобы четыре пальца были направлены вдоль тока в витках, то отставленный большой палец покажет направление линий магнитного поля внутри соленоида».

#### Для тока в проводнике, движущемся вмагнитном поле
Правило правой руки: «Если ладонь правой руки расположить так, чтобы в неё входили силовые линии магнитного поля, а отогнутый большой палец направить по движению проводника, то четыре вытянутых пальца укажут направление индукционного тока».

#### Для уравнений Максвелла
Поскольку операция ротор (обозначаемая rot), используемая в двух уравнениях Максвелла, может быть записана формально как векторное произведение (с оператором набла), а главное потому, что ротор векторного поля может быть уподоблен (представляет собой аналогию) угловой скорости вращения жидкости, поле скоростей течения которой изображает собой данное векторное поле, можно воспользоваться для ротора теми формулировками правила, которые уже описаны выше для угловой скорости.
Таким образом, если крутить буравчик в направлении завихрения векторного поля, то он будет ввинчиваться в направлении вектора ротора этого поля. Или: если направить четыре пальца правой руки, сжатой в кулак, в направлении завихрения, то отогнутый большой палец покажет направление ротора.
Из этого следуют правила для закона электромагнитной индукции, например: «Если указать отогнутым большим пальцем правой руки направление магнитного потока через контур, если он растет, и противоположное направление, если он убывает, то согнутые пальцы, охватывающие контур, покажут направление, противоположное (из-за знака минус в формуле) направлению ЭДС в этом контуре, индуцируемой меняющимся магнитным потоком».
Правила для закона Ампера — Максвелла в целом совпадают с правилами, приведёнными выше для вектора магнитной индукции, создаваемой током, только в данном случае надо добавить к электрическому току через контур поток быстроты изменения электрического поля через этот контур и говорить о магнитном поле можно в терминах его циркуляции по контуру.

## Правила левой руки

### Первое правило левой руки
Если расположить ладонь левой руки так, чтобы линии индукции магнитного поля входили во внутреннюю сторону ладони, перпендикулярно к ней, а четыре пальца направлены по току, то отставленный на 90° большой палец укажет направление силы, действующей со стороны магнитного поля на проводник с током. Эта сила называется силой Ампера.

### Второе правило левой руки
Если движется заряд, а магнит покоится, то для определения направления силы действует правило левой руки: «Если левую руку расположить так, чтобы линии индукции магнитного поля входили во внутреннюю сторону ладони перпендикулярно к ней, а четыре пальца были направлены по току (по движению положительно заряженной частицы или против движения отрицательно заряженной), то отставленный на 90° большой палец покажет направление действующей силы Лоренца или Ампера».

## Примеры

Сила Лоренца (F), Ток (I), Магнитное поле (B)

## Комментарии
1. ↑  Математические детали общего понятия ориентации базиса, о котором здесь идёт речь — см. в статье Ориентация.
2. ↑  Можно проверить, что в целом это действительно так, исходя из элементарного определения векторного произведения: Векторное произведение есть вектор, перпендикулярный обоим векторам-сомножителям, а по величине (длине) равный площади параллелограмма. То же, какой из двух возможных векторов, перпендикулярных двум заданным, выбрать — и есть предмет основного текста, правило, позволяющее это сделать и дополняющее приведённое здесь определение, указано там.
3. ↑  Левая резьба применяется в современной технике только тогда, когда применение правой резьбы привело бы к опасности самопроизвольного развинчивания под влиянием постоянного вращения данной детали в одном направлении — например, левая резьба применяется на левом конце оси велосипедного колеса. Помимо этого, левая резьба применяется в редукторах и баллонах для горючих газов, чтобы исключить подсоединение к кислородному баллону редуктора для горючего газа.
4. ↑  В том числе они могут быть в своих случаях и более удобными, чем общее правило, и даже иногда сформулированы достаточно органично, чтобы особенно легко запоминаться; что, правда, по-видимому, всё же не делает запоминание их всех более лёгким, чем запоминание всего одного общего правила.
5. ↑  Даже если мы имеем дело с достаточно асимметричным (и асимметрично расположенным относительно оси вращения) телом, так что коэффициентом пропорциональности между угловой скоростью и моментом импульса служит тензор инерции, несводимый к численному коэффициенту, и вектор момента импульса тогда вообще говоря не параллелен вектору угловой скорости, тем не менее правило работает в том смысле, что направление указывается приблизительно, но этого достаточно, чтобы сделать выбор между двумя противоположными направлениями.
6. ↑  Строго говоря, при этом сопоставлении есть ещё постоянный коэффициент 2, но в данной теме это не важно, так как речь идет сейчас только о направлении вектора, а не о его величине.
7. ↑  Не обязательное требование.